# Edward Luttwak
Edward Nicolae Luttwak (Arad, 4 de novembre de 1942) és un economista i especialista en estratègia americà. Va néixer en una família jueva benestant el 4 de novembre del 1942 a la ciutat d'Arad a Romania. Va créixer a Itàlia i Anglaterra. Després de l'escola elemental a Palerm i l'IES Quitin Grammar a Londres, va rebre una formació bàsica a l'exèrcit britànic. El 1994 es va graduar en economia analítica a la London School of Economics.
Va treballar per als exèrcits britànics, francesos i israelians. El 1972 es va traslladar als Estats Units i seguir un postgrau a la Universitat Johns Hopkins, on va obtenir el doctorat el 1975. Va ensenyar a les Universitats Johns Hopkins i Georgetown, on continua com a conseller al Center for Strategic and International Studies.
El seu primer llibre Coup d'Etat: A Practical Handbook (Cop d'estat: una guia pràctica), que va escriure el 1968 amb només 26 anys, ha quedat com un clàssic. És una mena de paròdia d'un manual militar, mig irònic, mig seriós. Analitza una sèrie de cops històrics i desenvolupa al llibre la teoria que qualsevol grapat de persones pot reeixir un cop d'estat si domina unes lliçons elementals de política moderna. La vulnerabilitat d'una democràcia madura augmenta en períodes d'estrès econòmic de llarga durada. És conegut per crear el concepte de turbocapitalisme.